# マーキュリー・ミラン
ミラン（MILAN）は、フォードが製造、マーキュリーで販売していた普通乗用車である。

## 概要
2005年2月に開催されたシカゴオートショーにて公開され、同年10月に販売が開始された。販売成績が振るわなかったミスティークの後継に相当する車種である。マツダが開発を手がけたフォード・CD3プラットフォームを採用しており、姉妹車であるフォード・フュージョンの高級仕様の位置付けであると共に、マーキュリーのエントリーモデルとなっている。
デザインはヘッドライトやテールレンズのデザインがフュージョンとは異なり、ターゲット層を意識した、マーキュリーらしい落ち着いたデザインを持っている。搭載されるエンジンはベースとなったフュージョンと同じで、2300cc直4DOHC及び3000ccV6DOHCである。直4モデルは5速MTと5速ATを選択可能で、V6モデルは6速ATのみ。

## マイナーチェンジ
2008年12月に開催されたロサンゼルスオートショーにて2010年型モデルが発表された。主な改良点は下記の通り。
- 前後デザインの変更
- インパネデザインの変更
- 直4エンジンが2500ccへ変更
- 全グレードにて6速ATを搭載
- ハイブリッドシステム搭載車を追加

改良の目玉であるハイブリッドは、フォードとアイシンAW（現:アイシン）の共同開発でエスケープ及びマリナーに搭載されているシステムを発展改良させたもの。アトキンソンサイクル化され最大156馬力を発生する2500cc直4エンジンと、106馬力を発生する東芝製電気モーターを組み合わせている。バッテリーはエスケープと同様、三洋電機製ニッケル・水素蓄電池を搭載。トランスミッションはCVTを搭載し、航続距離は1120km以上と実用性を確保している。またトヨタ・プリウス同様に電気モーターのみでの走行も可能で、最高速度75km/hを出すことが可能とされている。

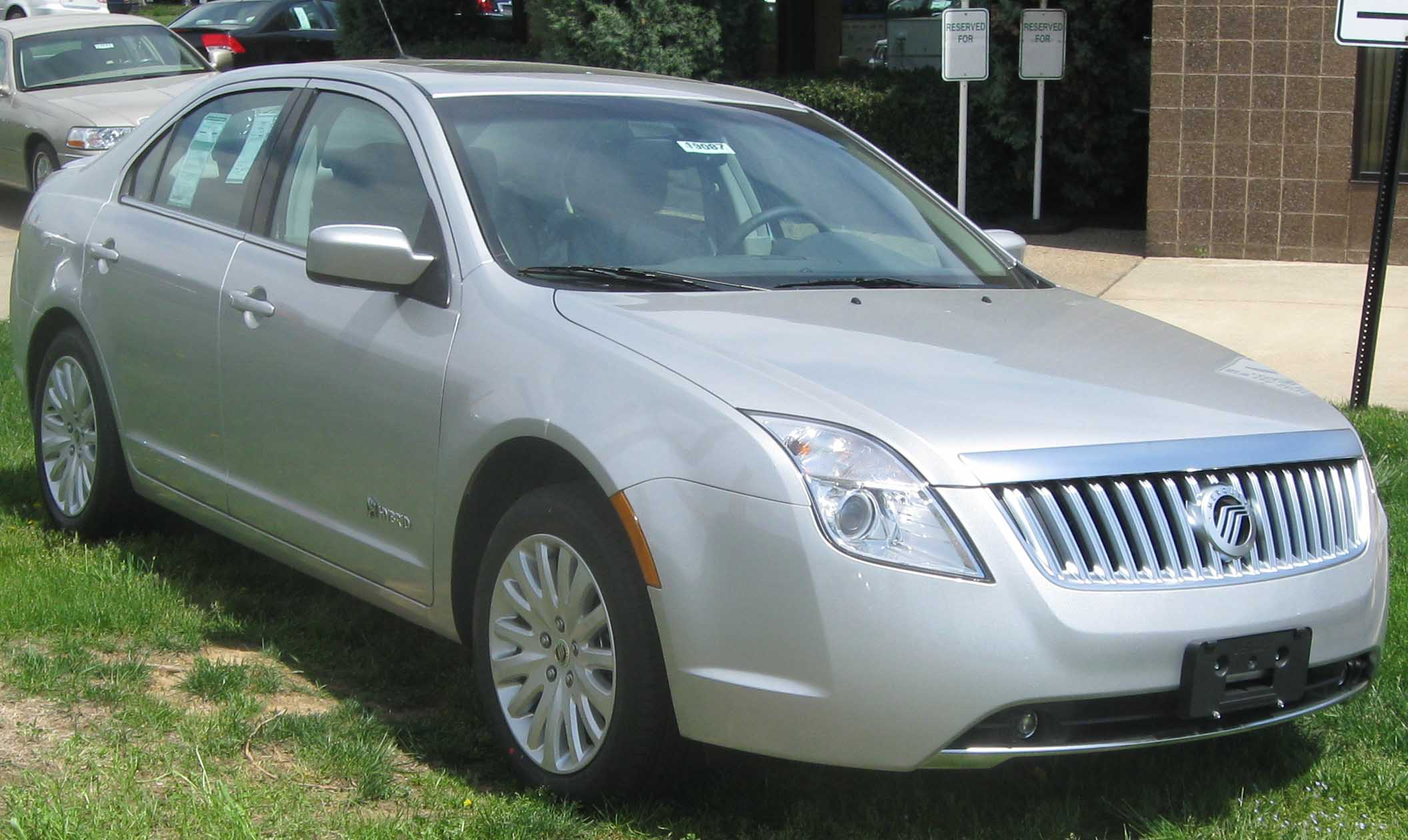
2010年型ハイブリッド フロント
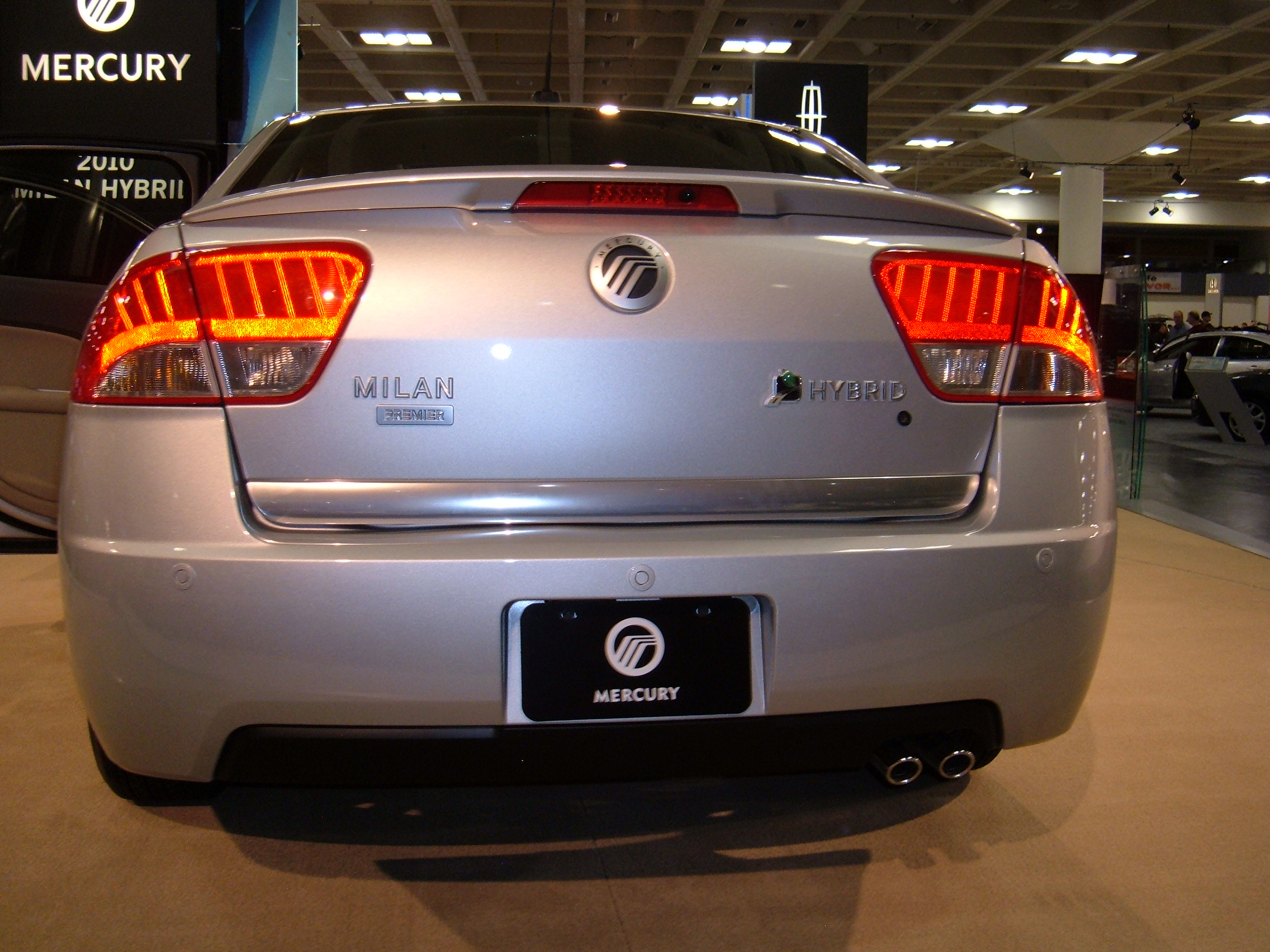
2010年型ハイブリッド リア

## 車名の由来
- ミランはイタリアの都市ミラノにちなんで名付けられた。